# Chiesa di Santa Maria Assunta (Palazzone)
La chiesa di Santa Maria Assunta è un luogo di culto cattolico situato a Palazzone, nel comune di San Casciano dei Bagni, in provincia di Siena.

## Descrizione
Le prime notizie storiche risalgono al 1564, ma ha subito nel corso dei secoli numerosi rifacimenti. Attualmente la facciata, inaugurata nel 1931, oltrepassa il tetto con un frontale che slancia l'insieme; vi sono tre porte di ingresso e un rosone in cotto sopra il portale maggiore. Il campanile fu costruito nel 1805.
L'interno è a tre navate con transetto e due cappelle laterali dedicate alla Madonna del Rosario (a sinistra) e a Sant'Antonio da Padova (a destra) con cinque altari barocchi. Dietro l'altare si trova il coro che risale al 1742.